# Nickel for Goodbye
Nickel for Goodbye is een nummer van de Nederlandse band Racoon uit 2023. Het is de eerste single van hun aankomende achtste studioalbum. Het nummer werd op 31 augustus 2023 op single en als digitale download uitgebracht.

## Achtergrond
Na een Nederlandstalig album te hebben uitgebracht, keert Racoon met "Nickel for Goodbye" terug naar de Engelstalige muziek. Volgens frontman Bart van der Weide gaat het nummer over hoe rijk hij had kunnen zijn als hij een stuiver kreeg voor iedere fout die hij beging. "Vaak zie je ook mensen uit je leven verdwijnen door je eigen stommiteit, trots en koppigheid. Die ik uit het liedje, dat ben ik", aldus Van der Weide.
In Nederland was de single in week 37 de 451e NPO Radio 2 TopSong op NPO Radio 2 en in week 38 de 169e 538 Favourite op Radio 538. 
De single kwam binnen op de 12e positie in de Tipparade en bereikte de 13e positie in de Nederlandse Top 40 op Qmusic, de 16e positie in de 538 Top 50 en de 31e positie in de Single Top 100.

## Tracklijst
Muziekdownload en cd-single
1. "Nickel for Goodbye" - 3:51

## NPO Radio 2 Top 2000
Nickel for Goodbye stond in 2024 voor het eerst in de NPO Radio 2 Top 2000, op plek 1286.